# Athlétisme aux Jeux panaméricains de 2015
Navigation
Les épreuves d'athlétisme des Jeux panaméricains de 2015 se déroulent du 19 au 26 juillet au Pan Am and Parapan Am Athletics Stadium (en) de Toronto, au Canada.

## Résultats

### Hommes
| Épreuves | Or                                                                                         | Argent                                                                                          | Bronze                                                                                         |
| --- | ------------------------------------------------------------------------------------------ | ----------------------------------------------------------------------------------------------- | ---------------------------------------------------------------------------------------------- |
| 100 m | Andre De Grasse 10 s 05                                                                    | Ramon Gittens 10 s 07 SB                                                                        | Antoine Adams 10 s 09 SB                                                                       |
| 200 m (v. f. + 0,3 m/s) | Andre De Grasse 19 s 88 GR, NR                                                             | Rasheed Dwyer 19 s 90                                                                           | Alonso Edward 19 s 90 SB                                                                       |
| 400 m | Luguelín Santos 44 s 56 SB                                                                 | Machel Cedenio 44 s 70                                                                          | Kyle Clemons 44 s 84 PB                                                                        |
| 800 m | Clayton Murphy 1 min 47 s 19                                                               | Rafith Rodríguez 1 min 47 s 23                                                                  | Ryan Martin 1 min 47 s 73                                                                      |
| 1 500 m | Andrew Wheating 3 min 41 s 41                                                              | Nathan Brannen 3 min 41 s 66                                                                    | Charles Philibert-Thiboutot 3 min 41 s 79                                                      |
| 5 000 m | Juan Luis Barrios 13 min 46 s 47                                                           | David Torrence 13 min 46 s 60                                                                   | Víctor Aravena 13 min 46 s 94 PB                                                               |
| 10 000 m | Mohammed Ahmed 28 min 49 s 96                                                              | Aron Rono 28 min 50 s 83                                                                        | Juan Luis Barrios 28 min 51 s 57                                                               |
| Marathon | Richer Pérez 2 h 17 min 4 s                                                                | Raúl Pacheco 2 h 17 min 13                                                                      | Mariano Mastromarino 2 h 17 min 45                                                             |
| 110 m haies (v. f. + 0,8 m/s) | David Oliver 13 s 07 GR                                                                    | Mikel Thomas 13 s 17 PB                                                                         | Shane Brathwaite 13 s 21 PB                                                                    |
| 400 m haies | Jeffery Gibson 48 s 51 PB                                                                  | Javier Culson 48 s 67                                                                           | Roxroy Cato 48 s 72 SB                                                                         |
| 3 000 m steeple | Matt Hugues 8 min 32 s 18                                                                  | Alexandre Genest 8 min 33 s 83                                                                  | Cory Leslie 8 min 36 s 83                                                                      |
| 4 × 100 m | États-Unis BeeJay Lee Wallace Spearmon Kendal Williams Remontay McClain 38 s 27            | Brésil Gustavo dos Santos Vítor Hugo dos Santos Bruno de Barros Aldemir da Silva Júnior 38 s 68 | Trinité-et-Tobago Rondel Sorrillo Keston Bledman Emmanuel Callender Dan-Neil Telesford 38 s 69 |
| 4 × 400 m | Trinité-et-Tobago Renny Quow Jarrin Solomon Emanuel Mayers Machel Cedenio 2 min 59 s 60 SB | Cuba William Collazo Adrián Chacón Osmaidel Pellicier Yoandys Lescay 2 min 59 s 84              | États-Unis Kyle Clemons James Harris Marcus Chambers Kerron Clement 3 min 0 s 21               |
| 20 km marche | Evan Dunfee 1 h 23 min 06                                                                  | Iñaki Gómez 1 h 24 min 25                                                                       | Caio Bonfim 1 h 24 min 43                                                                      |
| 50 km marche | Andrés Chocho 3 h 50 min 13 SB                                                             | Erick Barrondo 3 h 55 min 57 s                                                                  | Horacio Nava 3 h 57 min 28 s                                                                   |
| Saut en hauteur | Derek Drouin 2,37 m SB                                                                     | Mike Mason 2,31 m                                                                               | Donald Thomas 2,28 m                                                                           |
| Saut à la perche | Shawnacy Barber 5,80 m =GR                                                                 | Germán Chiaraviglio 5,75 m NR                                                                   | Jake Blankenship Mark Hollis 5,40 m                                                            |
| Saut en longueur | Jeff Henderson 8,54 m (v. f.)                                                              | Marquise Goodwin 8,27 m                                                                         | Emiliano Lasa 8,17 m (v. f. + 3,1 m/s)                                                         |
| Triple saut | Pedro Pablo Pichardo 17,54 m                                                               | Leevan Sands 16,99 m SB                                                                         | Ernesto Revé 16,94 m                                                                           |
| Lancer du poids | O'Dayne Richards 21,69 m GR, NR                                                            | Timothy Nedow 20,53 m SB                                                                        | German Lauro 20,24 m                                                                           |
| Lancer du disque | Fedrick Dacres 64,80 m                                                                     | Ronald Julião 64,65 m SB                                                                        | Russ Winger 62,64 m                                                                            |
| Lancer du marteau | Kibwé Johnson 75,46 m                                                                      | Roberto Janet 74,78 m                                                                           | Conor McCullough 73,74 m                                                                       |
| Lancer du javelot | Keshorn Walcott 83,27 m                                                                    | Riley Dolezal 81,62 m SB                                                                        | Júlio César de Oliveira 80,94 m                                                                |
| Décathlon | Damian Warner 8 659 pts GR, NR                                                             | Kurt Felix 8 269 pts NR                                                                         | Luiz Alberto de Araújo 8 179 pts SB                                                            |
| Records et Performances - AR : Record continental (area record) - CR : Record des championnats (championship record) - MR : Record du meeting (meet record) - NR : Record national (national record) - OR : Record olympique (olympic record) - PR : Record paralympique (paralympic record) - PB : Record personnel (personal best) - SB : Meilleure performance personnelle de la saison (season's best) - WL : Meilleure performance mondiale de l'année (world leader) - WJR : Record du monde junior (world junior record) - WR : Record du monde (world record) Circonstances et Conditions - DNF : N'a pas terminé (did not finish) - DNS : N'a pas pris le départ (did not start) - DQ : Disqualification (disqualification) - NM : Aucun essai valable enregistré (No Mark) - Q : Qualifié « directement » au prochain tour (ou à la prochaine compétition), lors d'une compétition majeure, grâce au classement ou à la réalisation des minima (automatic qualifier) - q : Qualifié au prochain tour (ou à la prochaine compétition), lors d'une compétition majeure, grâce au repêchage ou à la réalisation de l'une des meilleures performances parmi celles des « non qualifiés directement » (grâce au meilleur temps ou à la meilleure distance par exemple) (secondary qualifier) |                                                                                            |                                                                                                 |                                                                                                |

### Femmes
| Épreuves | Or | Argent                                                                                                  | Bronze                                                                                                   |
| --- | --- | --- | --- |
| 100 m | Sherone Simpson 10 s 95 SB                                                                            | Ángela Tenorio 10 s 99 AR                                                                               | Barbara Pierre 11 s 01                                                                                   |
| 200 m (v. + 1,1 m/s) | Kaylin Whitney 22 s 65                                                                                | Kyra Jefferson 22 s 72                                                                                  | Simone Facey 22 s 74                                                                                     |
| 400 m | Kendall Baisden 51 s 27                                                                               | Shakima Wimbley 51 s 36                                                                                 | Kineke Alexander 51 s 50                                                                                 |
| 800 m | Melissa Bishop 1 min 59 s 62                                                                          | Alysia Montano 1 min 59 s 76                                                                            | Flavia de Lima 2 min 00 s 40 PB                                                                          |
| 1 500 m | Muriel Coneo 4 min 9 s 05 PB                                                                          | Nicole Sifuentes 4 min 9 s 13                                                                           | Sasha Gollish 4 min 10 s 11                                                                              |
| 5 000 m | Juliana Paula dos Santos 15 min 45 s 97 PB                                                            | Brenda Flores 15 min 47 s 19                                                                            | Kellyn Taylor 15 min 52 s 78                                                                             |
| 10 000 m | Brenda Flores 32 min 41 s 33 GR                                                                       | Desiree Davila 32 min 43 s 99 SB                                                                        | Lanni Marchant 32 min 46 s 03                                                                            |
| 20 000 m marche | Maria González 1 h 29 min 24 GR                                                                       | Érica de Sena 1 h 30 min 03                                                                             | Paola Pérez 1 h 31 min 53 PB                                                                             |
| Marathon, | Adriana Aparecida da Silva 2 h 35 min 40 GR                                                           | Lindsay Flanagan 2 h 36 min 30                                                                          | Rachel Hannah 2 h 41 min 06                                                                              |
| 100 m haies | Queen Harrison 12 s 52 GR                                                                             | Tenaya Jones 12 s 84                                                                                    | Nikkita Holder 12 s 85 SB                                                                                |
| 400 m haies | Shamier Little 55 s 50                                                                                | Sarah Wells 56 s 17                                                                                     | Déborah Rodríguez 56 s 41                                                                                |
| 3 000 m steeple | Ashley Higginson 9 min 48 s 12 GR                                                                     | Shalaya Kipp 9 min 49 s 96                                                                              | Geneviève Lalonde 9 min 53 s 03                                                                          |
| 4 × 100 m | États-Unis Barbara Pierre LaKeisha Lawson Morolake Akinosun Kaylin Whitney 42 s 58 GR                 | Jamaïque Samantha Henry-Robinson Kerron Stewart Schillonie Calvert Simone Facey Sherone Simpson 42 s 68 | Canada Crystal Emmanuel Kimberly Hyacinthe Jellisa Westney Khamica Bingham 43 s 00                       |
| 4 × 400 m | États-Unis Shamier Little Kyra Jefferson Shakima Wimbley Kendall Baisden Alysia Montaño 3 min 25 s 68 | Jamaïque Anastasia Le-Roy Verone Chambers Chrisann Gordon Bobby-Gaye Wilkins 3 min 27 s 27              | Canada Brianne Theisen-Eaton Taylor Sharpe Sage Watson Sarah Wells Audrey Jean-Baptiste 3 min 27 s 74 SB |
| Saut en hauteur | Levern Spencer 1,94 m =SB                                                                             | Priscilla Frederick 1,91 m NR                                                                           | Akela Jones 1,91 m NR                                                                                    |
| Saut à la perche | Yarisley Silva 4,85 m WL, GR                                                                          | Fabiana Murer 4,80 m =SB                                                                                | Jennifer Suhr 4,60 m                                                                                     |
| Saut en longueur | Christabel Nettey 6,90 m                                                                              | Bianca Stuart 6,69 m                                                                                    | Sha'Keela Saunders 6,66 m                                                                                |
| Triple saut | Caterine Ibargüen 15,08 m GR                                                                          | Keila Costa 14,50 m                                                                                     | Yosiri Urrutia 14,38 m SB                                                                                |
| Lancer du poids | Cleopatra Borel 18,67 m                                                                               | Jillian Camarena-Williams 18,65 m                                                                       | Natalia Ducó 18,01 m SB                                                                                  |
| Lancer du disque | Denia Caballero 65,39 m                                                                               | Yaime Pérez 64,99 m                                                                                     | Gia Lewis-Smallwood 61,26 m                                                                              |
| Lancer du marteau | Rosa Rodríguez 71,61 m                                                                                | Amber Campbell 71,22 m                                                                                  | Sultana Frizell 69,51 m                                                                                  |
| Lancer du javelot | Elizabeth Gleadle 62,83 m                                                                             | Kara Winger 61,44 m                                                                                     | Jucilene de Lima 60,42 m                                                                                 |
| Heptathlon | Yorgelis Rodríguez 6 332 points GR                                                                    | Heather Miller 6 178 points                                                                             | Vanessa Spinola 6 035 points                                                                             |
| Records et Performances - AR : Record continental (area record) - CR : Record des championnats (championship record) - MR : Record du meeting (meet record) - NR : Record national (national record) - OR : Record olympique (olympic record) - PR : Record paralympique (paralympic record) - PB : Record personnel (personal best) - SB : Meilleure performance personnelle de la saison (season's best) - WL : Meilleure performance mondiale de l'année (world leader) - WJR : Record du monde junior (world junior record) - WR : Record du monde (world record) Circonstances et Conditions - DNF : N'a pas terminé (did not finish) - DNS : N'a pas pris le départ (did not start) - DQ : Disqualification (disqualification) - NM : Aucun essai valable enregistré (No Mark) - Q : Qualifié « directement » au prochain tour (ou à la prochaine compétition), lors d'une compétition majeure, grâce au classement ou à la réalisation des minima (automatic qualifier) - q : Qualifié au prochain tour (ou à la prochaine compétition), lors d'une compétition majeure, grâce au repêchage ou à la réalisation de l'une des meilleures performances parmi celles des « non qualifiés directement » (grâce au meilleur temps ou à la meilleure distance par exemple) (secondary qualifier) | | | |

## Tableau des médailles
- The host country is highlighted in lavender blue

| Rang  | Nation                          | Or | Argent | Bronze | Total |
| ----- | ------------------------------- | -- | ------ | ------ | ----- |
| 1     | États-Unis                      | 13 | 15     | 13     | 41    |
| 2     | Canada                          | 11 | 7      | 9      | 27    |
| 3     | Cuba                            | 5  | 3      | 1      | 9     |
| 4     | Jamaïque                        | 3  | 3      | 2      | 8     |
| 5     | Trinité-et-Tobago               | 3  | 2      | 1      | 6     |
| 6     | Mexique                         | 3  | 1      | 2      | 6     |
| 7     | Brésil                          | 2  | 5      | 6      | 13    |
| 8     | Colombie                        | 2  | 1      | 1      | 4     |
| 9     | Bahamas                         | 1  | 2      | 1      | 4     |
| 10    | Équateur                        | 1  | 1      | 1      | 3     |
| 11    | République dominicaine          | 1  | 0      | 0      | 1     |
| 11    | Sainte-Lucie                    | 1  | 0      | 0      | 1     |
| 11    | Venezuela                       | 1  | 0      | 0      | 1     |
| 14    | Argentine                       | 0  | 1      | 2      | 3     |
| 14    | Barbade                         | 0  | 1      | 2      | 3     |
| 16    | Pérou                           | 0  | 1      | 0      | 1     |
| 16    | Antigua-et-Barbuda              | 0  | 1      | 0      | 1     |
| 16    | Grenade                         | 0  | 1      | 0      | 1     |
| 16    | Guatemala                       | 0  | 1      | 0      | 1     |
| 16    | Porto Rico                      | 0  | 1      | 0      | 1     |
| 21    | Chili                           | 0  | 0      | 2      | 2     |
| 21    | Uruguay                         | 0  | 0      | 2      | 2     |
| 23    | Panama                          | 0  | 0      | 1      | 1     |
| 23    | Saint-Christophe-et-Niévès      | 0  | 0      | 1      | 1     |
| 23    | Saint-Vincent-et-les-Grenadines | 0  | 0      | 1      | 1     |
| Total | Total                           | 47 | 47     | 48     | 142   |